# Districte de Washim
El districte de Washin (abans districte de Basim) és una divisió administrativa de Maharashtra a l'Índia amb capital a Washim (Basim). Té una superfície de 5.150 km². La població és d'1.020.216 habitants. El riu Pus, que neix prop de Washim, i és afluent del Penganga, és el principal riu.

## Història
Washim va formar el territori de la branca de Vatsagulma de la dinastia Vakataka. Els jainistes estaven al poder abans de la invasió musulmana d'Ala al-Din Khalji el 1294 que va dominar Ellichpur i dependències entre les quals Washim. Per un temps va recuperar la independència però els musulmans es van acabar imposant. El 1596 Berar fou cedit al príncep Murad, fill d'Akbar el Gran, pel regent Chand Sultana. Akbar va anar personalment a la zona el 1599 i va consolidar les conquestes a Berar i va crear el virregnat de Berar del qual Washim fou un sarkar, que s'estenia pels dos costats del riu Parganga, que estava governat per la dinastia local dels bargi dhangars, pastors i guerrers hostils a tota autoritat; els seus caps disposaven de mil cavallers i cinc mil infants i van ser feudataris nominals de l'Imperi; el 1671 el territori fou saquejat per Pratap Rao, general del marata Shivaji que va arribar a orient fins Karinja just a la cantonada nord-est del districte i va cobrar l'impost chauth. A la mort d'Aurangzeb el cobrament del chauth i sardeshimikhi fou concedit als marathes per Farrukhsiyar. El 1724 el Nizam al-Mulk, virrei de Dècan, va derrotar els imperials i va obtenir el domini de la província que va compartir amb els marathes que tenien dret al 60% dels impostos.
El 1795, després de la batalla de Kardia i la derrota d'Hayderabad, la pargana de Umarkhed i altres territoris fora del districte van haver de ser cedits pel nizam de l'Estat de Hyderabad al peshwa maratha, a més d'un fort pagament; el 1818 el peshwa Baji Rao després de la derrota a Siwni, va fugir a Umarkhed davant Sir John Doveton, al que va eludir. El tractat de 1804 va recoèixer part del Berar incloent el districte de Washim, al nizam; la zona fou saquejada pels pindaris el 1809. La regió era governada per una naiks o reis locals. El 1819 els sobirans locals (els naiks Hatgar) van trencar la pau i Nowsaji o Naosaji Naik Muski va lliurar batalla al contingent d'Hyderabad manat pel major Pitman, a Umarkhed, però fou derrotat i obligat a retirar-se cap a la fortalesa de Nowah o Nowa, guarnida per 500 àrabs, que fou assaltada i conquerida i el naik capturat i enviat a Hyderabad, on va morir.
A la caiguda del peshwa la pargana d'Umarkhed fou cedida per la Companyia Britànica de les Índies Orientals al nizam per tractat de 1822; la zona d'Umarkhed estava agitada i els britànics van haver d'enviar un contingent que va pagar el nizam conforme al tractat de 1800. El 1853 quan Berar fou dividit en dos districtes, Washim fou transferit d'Hyderabad, i va quedar a Berar Occidental (West Berar) i poc després va formar una subdivisió d'aquest districte. Va ser afectada per la revolta del 1857 i el 1858 una banda de rohilles que operava a la zona fou perseguida per forces d'Hyderabad i es va lliurar un combar al poble de Chichamba, prop de Risod, on els rohilles van resistir l'assalt dels enemics, i va morir el capità britànic Mackinnon. El tractat de 1853 fou modificat el 1860-1861. El 1869 la subdivisió es va separar del comissionat d'Akola i el 1875 va esdevenir districte.
El lloc més interessant del districte era el temple d'Antariksha Parsvanatha a Sirpur, taluka de Basim, dels jainistes digambara. Una cisterna antiga a Washim és de data incerta. A Pusad hi havia dos temples Hemadpanti. El districte el 1901 tenia 827 pobles. La població era: (1867) 276.646, (1881) 358.883, (1891) 398.181, i (1901) 353.410. L'escassetat o fam de 1896-1897 va fer disminuir la població. La superfície era de 76.661 km². Estava dividit en tres talukes: Basim, Mangrul i Pusad, les capitals de les quals portaven el mateix nom i eren les tres úniques ciutats. La taluka de Basim tenia una població el 1891 de 177.250 i el 1901 de 153.320 amb 324 pobles i una ciutat.
L'agost 1905 els districtes de Berar foren reorganitzats i el districte de Basim fou suprimit i el seu territori dividit en el districte d'Akola (talukes de Basim i Mangrul, que van formar la subdivisió de Washim d'aquest districte) i el districte de Yeotmal inicialment Districte de Wun (taluka de Pusad).
Es va constituir novament en districte separat l'1 de juliol de 1998.

## Divisions
Està dividit en dos subdivisions i sis talukes o tehsils. Les talukes són:
- Washim
- Risod
- Malegaon
- Mangrulpir
- Karanja
- Manora

Té 789 pobles, 493 Grampanchayats i 6 Panchayat Samities